# River Otter
Der River Otter ist ein kleiner, nur 32 km langer Fluss in den Grafschaften Somerset und Devon im Südwesten Englands.
Er entspringt in den Blackdown Hills nördlich von Otterford, ca. 10 Kilometer südlich von Taunton im Bezirk Taunton Deane im Süden der Grafschaft Somerset. Von dort fließt er fast den gesamten Weg zur Mündung relativ gerade nach Süd-Südwesten. Nur auf dem relativ kurzen Abschnitt zwischen Honiton und Ottery St Mary nimmt er einen südwestlich bis westsüdwestlichen Verlauf. Er mündet unmittelbar östlich des Seebades Budleigh Salterton an der Landspitze Otterton Ledge in den Ärmelkanal.

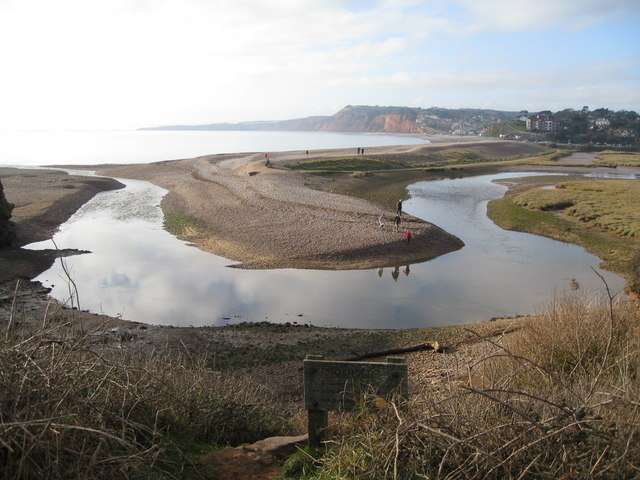
Geröllbarriere an der Mündung des Otter, die der Fluss in einer scharfen Ostbiegung umkurvt.

Das besondere am River Otter ist seine Mündung. Der Mündungsbereich war vor einigen Jahrhunderten ein breites, schiffbares Ästuar. Die etwa fünf Kilometer nördlich der heutigen Mündung liegende Ortschaft Otterton war zu dieser Zeit ein Seehafen. Jedoch wurden durch Stürme, u. a. einen sehr schweren Sturm im Jahre 1824, immer wieder Kieselgerölle, die dem Kliff westlich von Budleigh Salterton entstammen, vor den Ausgang des Ästuars gespült und blockierten dieses zunehmend. Es gab zwar Bemühungen, die Zufahrt nach Otterton frei zu halten, und noch bis 1810 war die Mündung für 60-Tonnen-Schiffe passierbar, aber irgendwann, vermutlich nicht zuletzt aufgrund der nachlassenden Bedeutung kleinerer Schiffe für den Waren- und Passagiertransport, wurden diese Bemühungen eingestellt, und man ließ der Natur ihren Lauf. Dadurch verlandete das Ästuar zusehends und wandelte sich in eine Süßwasserwattlandschaft. Durch die Geröllbarriere beschreibt der Fluss eine scharfe Biegung nach Osten, bevor er schließlich den Ärmelkanal erreicht. Das ehemalige Ästuar steht heute unter Naturschutz und ist für die Öffentlichkeit nicht zugänglich.
Die Umgebung des Ästuars wird seit einigen Jahren naturnah umgestaltet. Dabei sollen insgesamt 55 Hektar Watt, Salzwiesen und andere naturnahe Lebensräume entstehen.